# Iglesia episcopal del Ecuador Diócesis Central
La Iglesia Episcopal del Ecuador Diócesis Central es una iglesia de la Comunión anglicana. La diócesis atiende la zona central de Ecuador. Forma parte de la IX provincia de la Iglesia episcopal en los Estados Unidos Tiene su sede principal en Quito.

## Historia
Hasta 1956 la presencia anglicana en Ecuador se reducía a un servicio de capellanía en la Iglesia St. Christopher, en el pueblo de Ancón, para los anglicanos de habla inglesa que trabajaban en los campos petroleros de la compañía Anglo Ecuatoriana. Posteriormente se dio en Ecuador el cambio de jurisdicción que pasa de la Iglesia de Inglaterra a la Iglesia episcopal en los Estados Unidos. Ecuador se convirtió en campo misionero de la Iglesia episcopal.
En diciembre de 1960 el reverendo Charles Pickett fue asignado a para trabajar en Guayaquil y Quito. En 1964 comenzaron a crearse en Ecuador servicios religiosos en español. Se fundó la iglesia San Nicolás en Quito.
El 25 de abril de 1964, David Reed fue consagrado obispo para el nuevo distrito misionero de Colombia que debía abarcar también a Ecuador. Ecuador no fue incorporado al distrito misionero de Colombia. Todo el trabajo pastoral se realizó con miras a un crecimiento paralelo antes que subordinado a Colombia.
En 1967, la Convención General de la Iglesia episcopal, desarrollada en Virginia, aprobó la creación de la Diócesis Misionera de Ecuador. En 1970, la Cámara de Obispos de la Iglesia episcopal en los Estados Unidos, reunida en la Convención General, eligió a Adrián D. Cáceres Villavicencio como el primer obispo para la nueva diócesis.
En 1985, las provincias ecuatorianas de Guayas, Manabí, Los Ríos y Galápagos pasaron a ser una nueva diócesis episcopaliana: la Diócesis Litoral. La zona central de Ecuador quedó como Diócesis Central.
Al retirarse Cáceres Villavicencio, es escogido Neptalí Larrea Moreno como obispo de la Diócesis Central. Su episcopado concluyó al ser depuesto por la Cámara de Obispos en marzo del 2004. La administración de la diócesis fue dejada en manos del Comité Permanente, que contó con la supervisión y asistencia de Glauco Soares de Lima, obispo de Brasil y de Orlando Guerrero, obispo de Venezuela.
En marzo del 2007, la Convención Diocesana nombró a Wilfrido Ramos Orench, entonces obispo sufragáneo de la Diócesis de Connecticut en Estados Unidos, como obispo de la Diócesis de Ecuador Central. El 1 de agosto de 2009 es designado Luis Fernando Ruiz como nuevo obispo.